# 1936 v letectví
Tento článek obsahuje seznam událostí souvisejících s letectvím, které proběhly roku 1936.

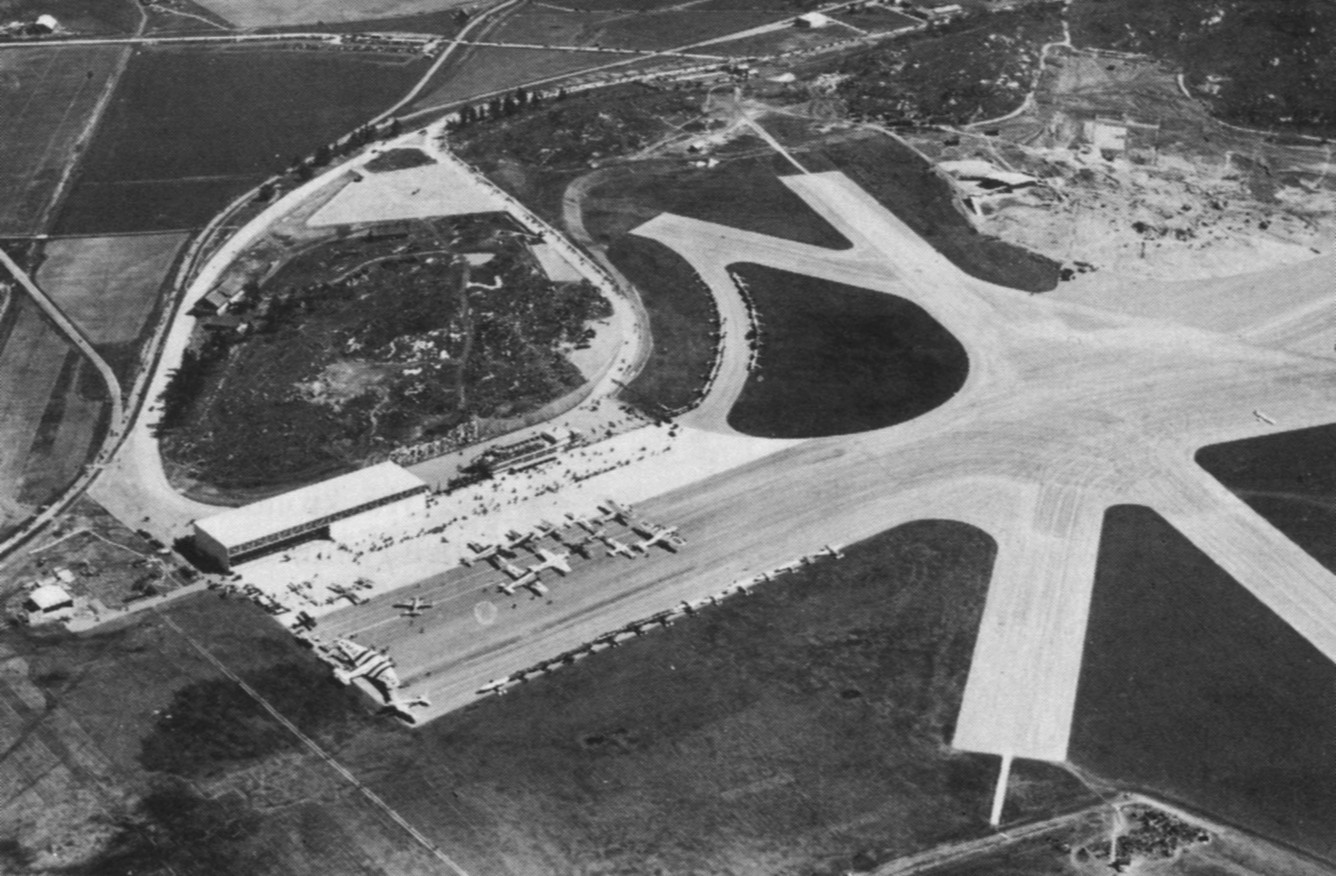
1936: Slavnostní otevření letiště Stockholm-Bromma (první v Evropě od počátku zpevněná dráha)

## Události

### Květen
- 23. květen – za účasti švédského krále Gustava V. bylo slavnostně otevřeno letiště Stockholm-Bromma, které první v celé Evropě mělo od počátku zpevněnou vzletovou a přistávací dráhu.

### Červenec
- 30. července – 20 Junkersů Ju 52 přepravilo španělské nacionalistické jednotky z Maroka do Španělska. Jedná se o první větší letecký most v historii.

### Srpen
- 30. srpna – v závodě o Pohár Gordona Bennetta zvítězili Belgičané Ernest Demuyter (popáté) a Pierre Hoffmans

### Říjen
- 21. října – Pan American World Airways zahájily pravidelné linkové lety na trase San Francisco-Honolulu-Manila se stroji Martin M-130 „China Clipper“.

## První lety
- Aero A-204
- ANBO 51
- Avia Ba-122
- Beneš-Mráz Be-250
- Blohm & Voss Ha 139
- Caproni Ca.161
- Fieseler Fi 156
- Jakovlev UT-1
- Jokosuka H5Y
- Romano R.82
- RWD-14 Czapla

### Leden
- 4. ledna - Vought XSB2U-1, americký střemhlavý bombardér
- 6. ledna - Dewoitine D.513, francouzský prototyp stíhačky

### Únor
- RWD-11 – polský prototyp dopravního letounu
- 10. února – Fiat BR.20, italský střední bombardér
- 14. února – Hawker Hector, britský letoun pro spolupráci s armádou

### Březen
- 4. března – LZ 129 Hindenburg, německá vzducholoď
- 5. března – Supermarine Spitfire, britský stíhací letoun
- 10. března – Fairey Battle, britský lehký bombardér, prototyp K 4303
- 17. března – Armstrong Whitworth Whitley, britský bombardér, prototyp K 4586
- 25. března – Aero Ab-101[1]
- 27. března – Fokker D.XXI
- 31. března – Iljušin DB-3

### Květen
- 12. května – Messerschmitt Bf 110, německý těžký stíhač
- 15. května – Brewster SBN
- 27. května – Fairey Seafox

### Červen
- Micubiši F1M
- 15. června – Vickers Wellington, britský bombardér, prototyp K 4049
- 15. června – Westland Lysander
- 21. června – Handley Page Hampden, britský bombardér, prototyp K 4240
- 24. června – Praga E-241

### Červenec
- 14. července – Kawaniši H6K

### Srpen
- Caproni Ca.309

### Říjen
- Nakadžima C3N
- IMAM Ro.44
- 10. října – Handley Page H.P.54 Harrow
- 15. října – Nakadžima Ki-27, japonský armádní stíhací letoun
- 20. října – Breda Ba.88

### Prosinec
- 3. prosince – Arado Ar 95, prototyp V-1 D-OHEO
- 13. prosince – PZL.37 Łoś, polský bombardér
- 21. prosince – Junkers Ju 88, německý bombardér